# Ziggy Stardust Tour
(David Bowie, 1972)
Lo Ziggy Stardust Tour è il primo tour ufficiale dell'artista inglese David Bowie, iniziato il 10 febbraio 1972 al Toby Jug di Tolworth e concluso alla Guildhall di Preston il 9 gennaio 1973 per un totale di 103 concerti in 60 città. Il tour fu l'occasione per promuovere, sia in patria che negli Stati Uniti, l'album The Rise and Fall of Ziggy Stardust and the Spiders from Mars pubblicato il 16 giugno 1972.

## Formazione
- David Bowie - voce, chitarra
- Mick Ronson - chitarra
- Trevor Bolder - basso
- Mick Woodmansey - batteria
- Matthew Fisher - tastiere (dal 20/04 al 27/05/72)
- Robin Lumley - tastiere (dal 2/6 al 18/7/72)
- Nicky Graham - tastiere (dal 19/8 al 7/9/72)
- Mike Garson - tastiere (dal 22/9/72 al 9/1/73)

## Storia del tour
All'inizio del 1972 il giornalista George Tremlett intervistò David Bowie alla Royal Ballroom di Tottenham, dove il cantante stava facendo le prove dell'imminente tour. Tremlett si sentì dire che l'allestimento sarebbe stato «piuttosto sconvolgente, ma molto teatrale... Pieno di costumi e coreografie, molto diverso da qualunque cosa tentata da altri... Sarà qualcosa di assolutamente nuovo».
In realtà le rockstar si truccavano e indossavano costumi stravaganti dai tempi di Little Richard e per i fan del glam rock i tessuti luccicanti ed elasticizzati non rappresentavano una novità, ma ciò che Bowie si prefiggeva di fare era qualcosa di diverso: non voleva limitarsi ad un'esibizione, voleva "diventare" Ziggy Stardust e interpretare la sua ascesa e la sua caduta usando la musica.
Il bassista Trevor Bolder spiegò ai biografi Peter e Leni Gillman che alla fine del lavoro sull'album The Rise and Fall of Ziggy Stardust and the Spiders from Mars tutti pensarono «non significa niente, è solo il titolo dell'album». Ma poco dopo Bowie trascinò gli Spiders from Mars nel seminterrato della sua residenza di Haddon Hall dove la band venne trasformata in «un gruppo di musicisti travestiti». David li incoraggiò a farsi crescere i capelli e a truccarsi ma non tutti si dimostrarono entusiasti: «Woody Woodmansey disse "Io non indosso quella roba neanche per sogno..." Ricordo quanto a disagio si sentivano nei loro costumi di scena... Per costringerli ad abituarsi a quella roba dovetti raccontargli che le ragazze ne andavano matte».

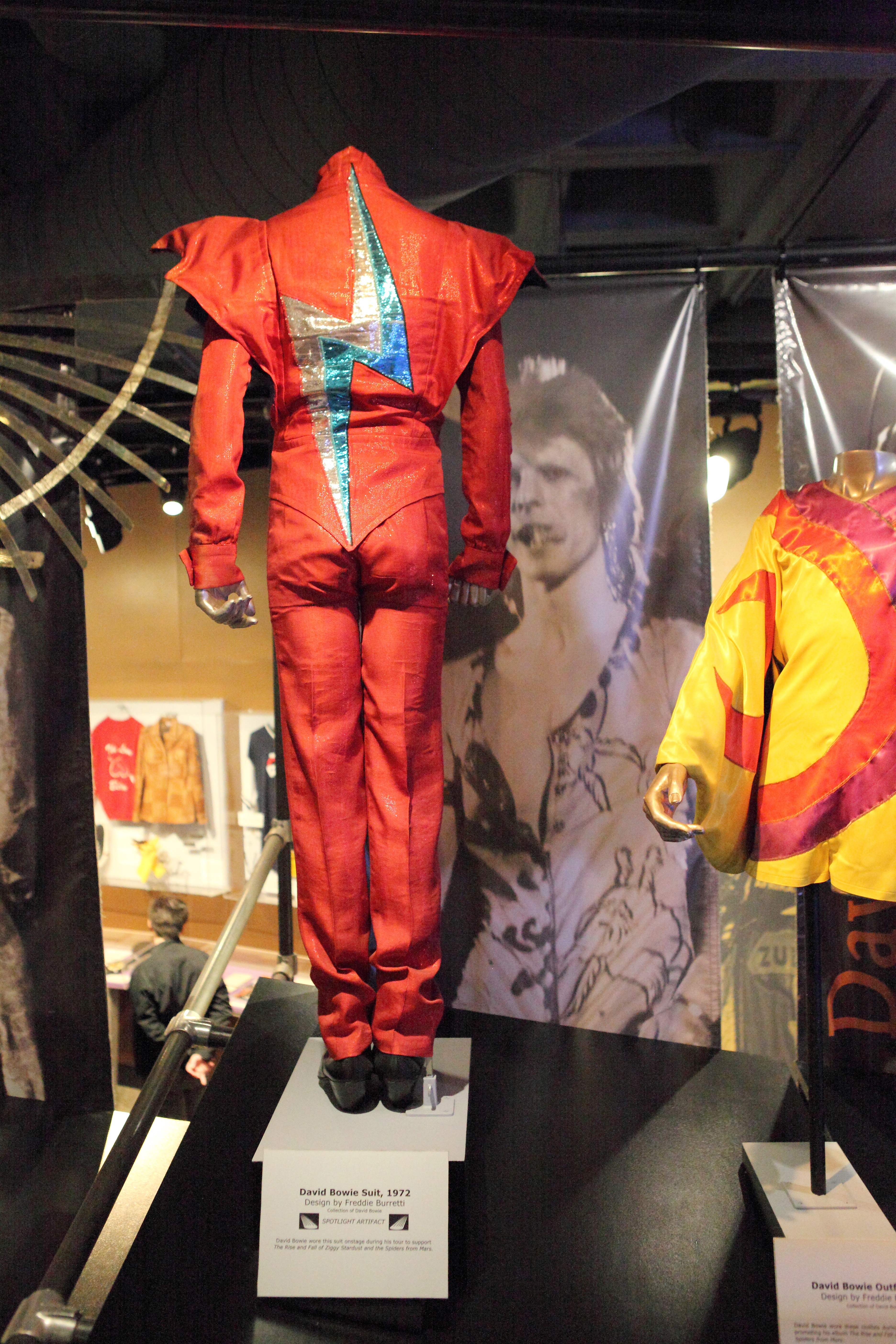
Uno dei costumi indossati da David Bowie durante il tour.

I costumi originali del gruppo si basavano su quelli indossati dai drughi nel film del 1971 Arancia meccanica. Oltre al completo fantasia indossato sulla copertina dell'album, nei primi concerti il cantante sfoggiò una serie di bomber scelti dalla moglie Angela, un completo in satin bianco e la tuta trapuntata a strisce arcobaleno che il 5 luglio avrebbe indossato a Top of the Pops. «I costumi per quei concerti erano davvero bizzarri», dichiarò in seguito, «ne avrò avuti dodici o quindici, ma non solo per me, anche per la band. Sembravano abiti usciti da un West Side Story spaziale, uniformi da gang con paillettes e lunghi stivali di vernice». Bowie aveva anche preso in considerazione l'idea di adottare la bombetta come il protagonista del film, ma alla fine decise di rinunciare. «Ero certo che la nostra musica fosse quella giusta per la generazione di Arancia meccanica», disse nel 1993, «e volevo riprodurre la durezza e la violenza di quegli abiti, come i pantaloni infilati negli anfibi e le conchiglie, ma ammorbidirla usando dei tessuti assolutamente ridicoli. Era un'idea dada: violenza estrema, ma in tessuti liberty». Bowie scelse anche di aprire i concerti con l'arrangiamento di Wendy Carlos dell'Inno alla gioia, tratto dalla nona sinfonia di Beethoven, che nel film accompagnava la scena clou del lavaggio del cervello di Alex.
Per le prime date la scaletta si basò soprattutto sugli album Hunky Dory e Ziggy Stardust e di solito i concerti iniziarono con Hang On to Yourself. Oltre a brani tratti dagli album precedenti vennero eseguite anche cover dei Velvet Underground e di Jacques Brel, più alcune scelte atipiche come I Feel Free dei Cream e This Boy dei Beatles che sarebbero rapidamente scomparse dal repertorio. Nei primi concerti le performance si svolseroo secondo una formula collaudata: un'apertura hard rock elettrica, un set acustico costituito di solito da Space Oddity, Andy Warhol e Amsterdam, e la valanga elettrica finale che culminava con Suffragette City e Rock 'n' Roll Suicide. Col progredire del tour vennero eliminate molte delle canzoni tratte da Space Oddity, The Man Who Sold the World e Hunky Dory, mentre aumentò il numero dei brani tratti da Ziggy Stardust e vennero inserite nuove composizioni come The Jean Genie, Drive-In Saturday e John, I'm Only Dancing.

### Regno Unito, prima parte (febbraio-settembre 1972)
(David Bowie, 1972)
Il tour esordì sabato 29 gennaio 1972 alla Borough Assembly Hall di Aylesbury con un concerto di "riscaldamento" che vide tra il pubblico anche Roger Taylor e Freddie Mercury, che l'anno dopo avrebbero esordito con i Queen: «Restammo allibiti», raccontò in seguito il batterista, «era favoloso, diverso da qualsiasi altra cosa di quel periodo, e straordinariamente avanti... aveva talento e carisma come nessun altro al tempo».
L'inizio ufficiale avvenne il 10 febbraio al Toby Jug di Tolworth, davanti a una sessantina di spettatori. Fu l'ultima esibizione di Bowie in un pub anche se in questa fase le location avrebbero avuto una capienza raramente superiore ai 1000 posti. «A quell'epoca le cose progredivano piuttosto rapidamente», disse a David Cavanagh del magazine Q nel 1997, «ma Ziggy iniziò piano piano. Ricordo che avevamo al massimo venti o trenta fans. Si mettevano davanti al palco e il resto del pubblico restava indifferente. E ti dava una sensazione davvero speciale, come se tu e il pubblico foste gli unici a conoscere un importante segreto».

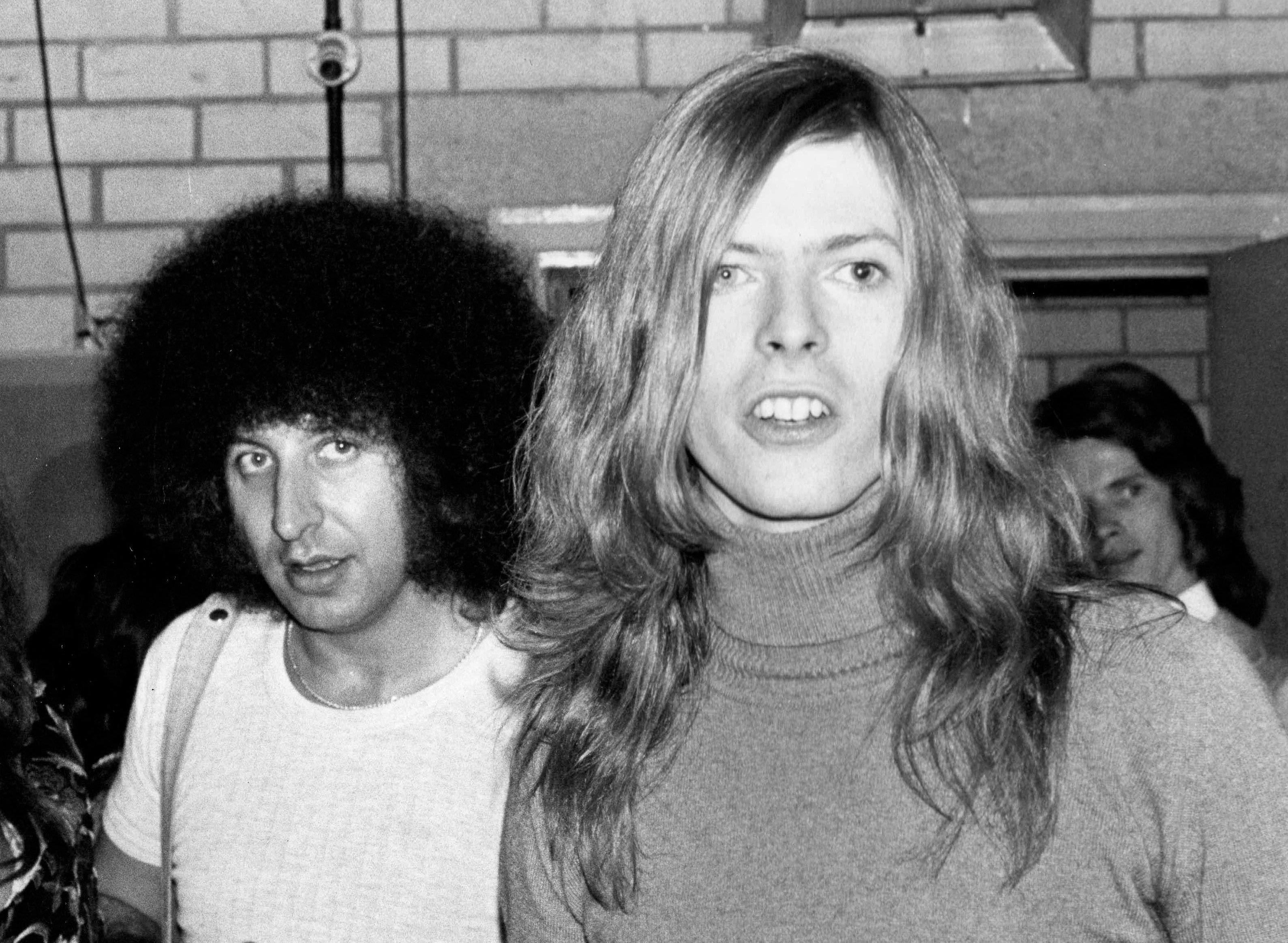
Defries con Bowie nei primi anni settanta

Durante i primi concerti il cantante si concentrò sulla rifinitura dello spettacolo basandosi sull'esperienza acquisita serata dopo serata. Il 12 febbraio, all'Imperial College di Londra commise l'errore di camminare sulle spalle dei fans in stile Iggy Pop: il pubblico non era abbastanza fitto e il cantante cadde a terra ma la cosa piacque talmente al manager Tony Defries da pianificarlo per gli show successivi. Il 29 febbraio, alla Locarno Ballroom di Sunderland arrivarono sei fans in sedia a rotelle fingendo di essere disabili, fino a quando l'ingresso di Bowie non li fece saltare in piedi come miracolati.
A metà marzo ci fu una pausa di circa un mese e dopo la pubblicazione di Starman lo spettacolo fu rinnovato a cominciare dall'ingresso nella band di Matthew Fisher, ex pianista dei Procol Harum. Al concerto del 6 maggio, al Kingston Polytechnic di Londra Defries invitò un gruppo di giornalisti e l'esibizione venne registrata per ricavarne un eventuale disco dal vivo. In realtà l'unica prova mai emersa di quella registrazione è il doppio bootleg Live At Kingston Polytechnic, oltre a RarestOneBowie in cui è presente I Feel Free. La maggior attenzione della stampa dopo questo concerto procurò date in locali più capienti e l'arrivo di sempre maggiori spettatori. A partire dal concerto del 2 giugno alla City Hall di Newcastle, il pianista Robin Lumley sostituì Matthew Fisher che, secondo lo stesso Lumley, «per qualche sconosciuto motivo aveva tagliato la corda in fretta e furia».
Con la pubblicazione di The Rise and Fall of Ziggy Stardust and the Spiders from Mars le date cominciarono a fioccare e in questo periodo si verificò un episodio fondamentale per la costruzione del mito di Ziggy. Il 17 giugno, durante l'esibizione alla Town Hall di Oxford il fotografo Mick Rock fu pronto a catturare il momento in cui David si inchinava per la prima volta davanti a Mick Ronson durante Suffragette City simulando una fellatio sulla sua chitarra. La foto venne pubblicata a piena pagina su Melody Maker e il gesto venne ripetuto in diversi altri concerti diventando una delle immagini più longeve del rock. La trovata si rivoltò contro di loro quando Ronson venne a sapere che a Hull qualcuno aveva gettato della vernice sulla porta di casa dei suoi genitori, aveva imbrattato l'auto che aveva appena comprato per loro e che sua sorella aveva dovuto difenderlo dall'"accusa" di essere omosessuale. Secondo alcune fonti, Ronson non lasciò il gruppo e il tour solo perché Bowie e Defries lo convinsero a non farlo.
Il concerto del 21 giugno a Dunstable fu filmato da Mick Rock e alcuni spezzoni sono stati usati nel 1994 per il video che accompagnava la pubblicazione di Ziggy Stardust come 45 giri. Quattro giorni dopo Bowie si esibì a Croydon, dove un migliaio di fan restarono fuori dal locale, e come gruppo spalla vennero ingaggiati i Roxy Music. Bryan Ferry dichiarò successivamente: «Era in un periodo di grande successo a quel tempo e noi stavamo emergendo. Penso che abbia chiesto David che ci unissimo a lui. Ci fu un'ottima audience».

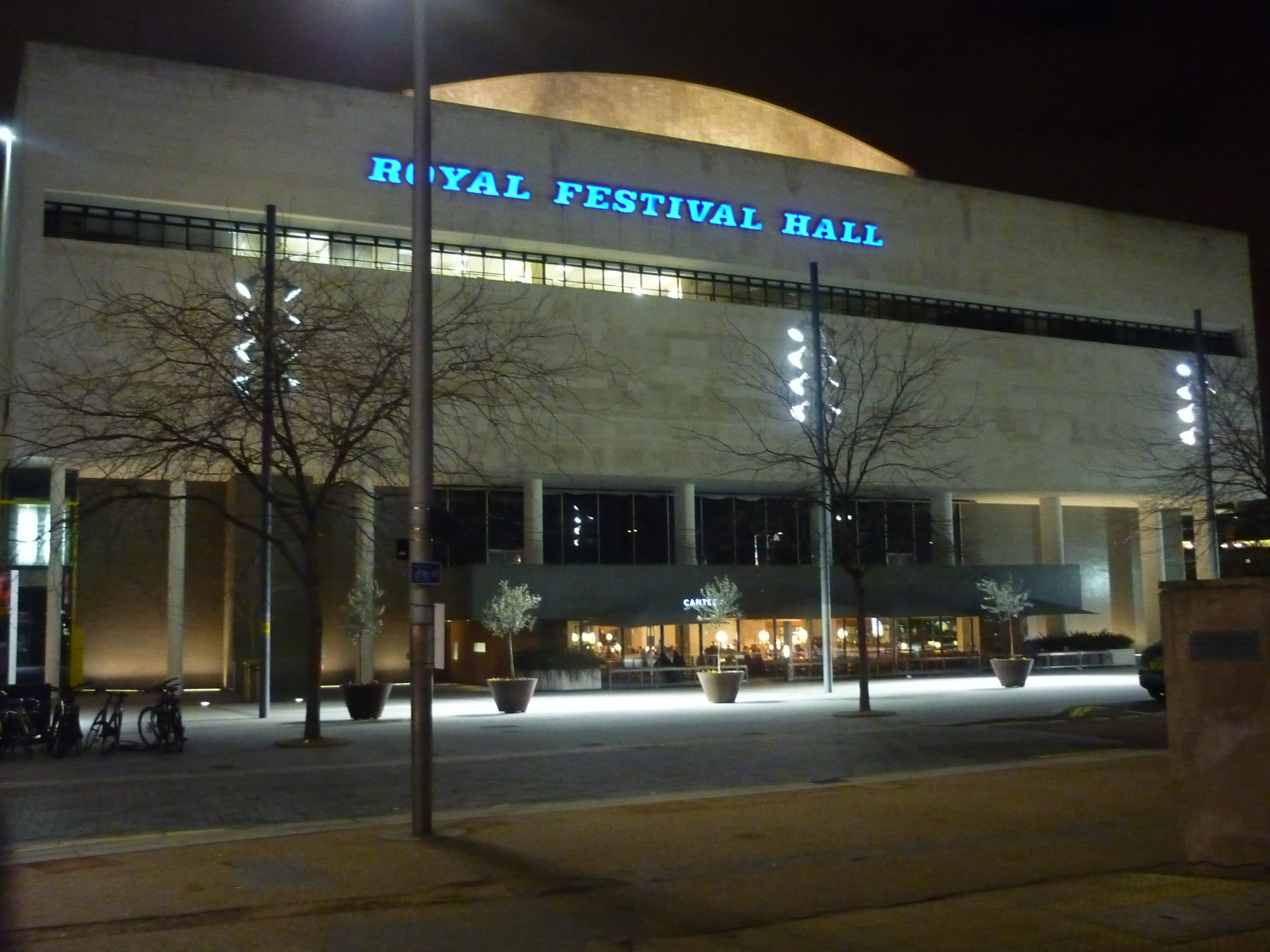
La Royal Festival Hall di Londra nel 2010.

Dopo un altro paio di date e un concerto cancellato alla Royal Grammar School di High Wycombe, l'8 luglio ci fu una svolta, un concerto speciale per salvare le balene organizzato dall'associazione Friends of the Earth alla Royal Festival Hall di Londra. Il presentatore Kenny Everett introdusse Bowie definendolo "secondo solo a Dio" e la stampa si lasciò andare a lodi sperticate. «Quando una stella sta per toccare lo zenit, di solito c'è un concerto durante il quale è possibile affermare "ecco, ce l'ha fatta!"», scrisse Ray Coleman su Melody Maker, aggiungendo che «Bowie diventerà un idolo vecchio stile, carismatico, perché il suo spettacolo è pieno di lustrini, sfarzo e ritmo... ci riporta alla teatralità delle pop star di dieci anni fa e intreccia con il suo pubblico una fredda storia d'amore». Charles Webster di Record Mirror dichiarò: «David Bowie diventerà presto il più grande uomo di spettacolo che la Gran Bretagna abbia mai avuto... Il suo talento sembra illimitato e lui pare sicuro di diventare il personaggio più importante della musica pop sulle due sponde dell'Atlantico. Una vera star che fonde insieme ciò che ha reso gente come Frank Sinatra, Judy Garland e i Beatles del tutto speciali». Persino il Times disse che la sua musica era «come T.S. Eliot a ritmo di rock 'n' roll».
Il concerto fu importante anche per un altro motivo: dopo l'esibizione, per i bis salì sul palco Lou Reed, arrivato da New York il giorno prima per lavorare con Bowie al suo nuovo album Transformer. Reed, che saliva per la prima volta su un palco inglese, duettò con David nelle cover di White Light/White Heat, I'm Waiting for the Man e Sweet Jane, tutte dei Velvet Underground.
Durante i concerti di Aylesbury del 15 e 18 luglio ci fu una grossa rivoluzione nella scaletta. Furono eseguite per la prima volta I Can't Explain degli Who (la prima sera), Around and Around di Chuck Berry, The Width of a Circle e il nuovo singolo John, I'm Only Dancing (la seconda sera), insieme a un'inedita performance di This Boy dei Beatles.

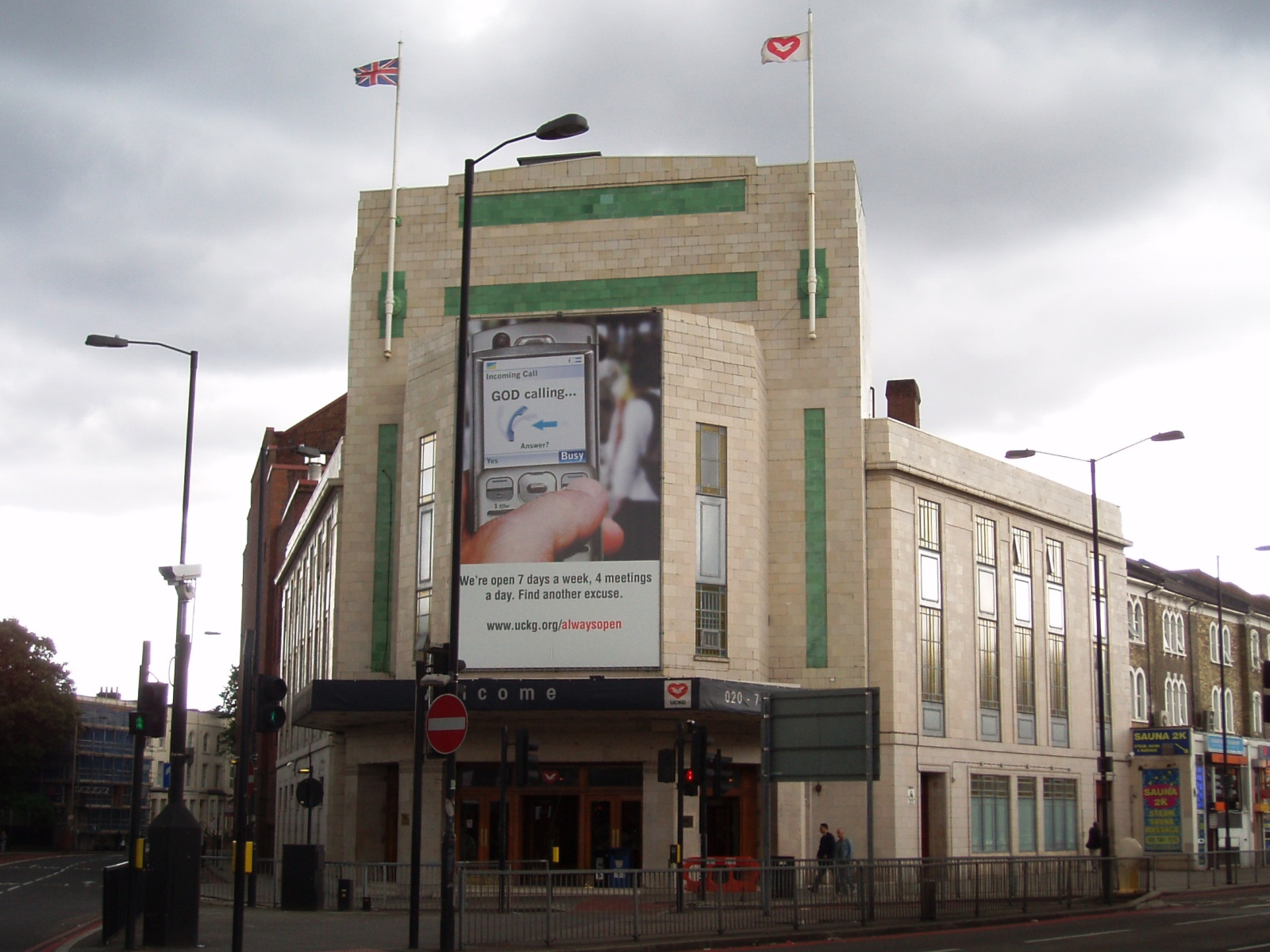
Il Rainbow Theatre di Londra, oggi una chiesa.

Uno dei momenti di massimo successo del tour fu il concerto del 19 agosto al Rainbow Theatre di Finsbury Park, un significativo miglioramento rispetto ai pub, alle università e ai college nei quali Bowie aveva suonato nelle fasi iniziali e per l'occasione il cantante chiamò da Edimburgo il suo vecchio maestro di mimo Lindsay Kemp, al quale chiese di curare la messa in scena e le coreografie. Bowie e gli Spiders si sottoposero a due settimane di prove al Theatre Royal di Stratford durante le quali le quattro danzatrici di Kemp, che David soprannominò Astronettes, crearono una serie di balletti all'avanguardia. Lo stesso Kemp avrebbe poi sostenuto che la sua intera compagnia di mimo era originariamente destinata al successivo tour di Bowie negli Stati Uniti, come una continuazione dello show al Rainbow, ma questo non si sarebbe verificato in quanto considerato troppo costoso.
Fu inoltre chiamato un altro tastierista, Nicky Graham, che sarebbe rimasto col gruppo per tutto il tour britannico. Il concerto venne pubblicizzato come "The Ziggy Stardust Show" e per l'occasione David chiese al suo vecchio amico George Underwood di creare i manifesti: il cantante venne raffigurato come Ziggy, Bolder e Woodmansey rispettivamente come Weird e Gilly (citati nel brano Ziggy Stardust) e Lindsay Kemp come Starman, più una non identificata Lady Stardust. Lo show si sarebbe rivelato un evento multimediale decadente, tra i più teatrali che Bowie avesse mai ideato e forse il più spettacolare dell'intero periodo. «Una scenografia abbastanza semplice ma innovativa», come scrisse Tim Westmacott di Melody Maker, «fatta di ponteggi, incorniciata da scale ai lati del palco e contenente uno schermo su cui venivano proiettati video in bianco e nero per accompagnare le varie canzoni». L'intenzione di Bowie era quella di usare i vari livelli della scenografia dopo ogni cambio di costume, comparendo sopra o sotto i ballerini e passando su e giù per i livelli per mezzo di scale di collegamento. Avendo reintrodotto nei concerti l'elemento del mimo, le date del Rainbow furono fondamentali e lo spinsero nella direzione del teatro Kabuki, un genere dal quale aveva attinto solo l'uso delle pettinature e del trucco fino a quel momento. L'anno successivo l'adozione di interi costumi kabuki avrebbe definitivamente modificato i suoi concerti.
- Chris Welch, Melody Maker: «È stato il trionfo di David Bowie, che ha ovviamente percorso una lunga strada da qualsiasi cosa stesse facendo l'anno scorso. Se tutto questo sopravviverà al periodo estivo resta da vedere, ma per Dio un po' di glamour è entrato nella vita di noi tutti».[12]
- Charles Shaar Murray, New Musical Express: «Forse lo spettacolo rock più consapevolmente teatrale che sia mai stato messo in scena... una dimostrazione del tutto convincente della sua superiorità su qualsiasi altro artista solista nel rock di oggi».[13]
- Alexander Stuart, Plays and Players: «La maggior parte del pubblico probabilmente si aspettava un concerto rock ma la portata principale è stata tuttavia il Living Theatre... Il mondo di Ziggy Stardust ha delle somiglianze con quello di Alex e i suoi drughi ma anche con Cabaret: il glamour, l'ambiguità sessuale, la decadenza... La voce di David è maturata moltissimo e ora ha una qualità chiara e armoniosa che, insieme al suo attraente tremolio malinconico, risulta piuttosto avvincente».[14]

Le ultime prove del concerto, effettuate durante il pomeriggio del 19 agosto, vennero in parte filmate da Mick Rock e divennero il video promozionale di John, I'm Only Dancing che la BBC rifiutò però di trasmettere a Top of the Pops. Come gruppo spalla, oltre al chitarrista blues Lloyd Watson ci furono di nuovo i Roxy Music, il cui primo singolo Virginia Plain era entrato in classifica proprio quella settimana. Il concerto iniziò con il consueto tema da Arancia meccanica, al termine del quale Bowie apparve dal buio con una chitarra a 12 corde introducendo il brano d'apertura Lady Stardust, aggiunto per la prima volta al repertorio. La rivista Petticoat scrisse: «Quando i riflettori si sono accesi il pubblico ha avuto un sussulto di incredulità. I capelli di Ziggy erano una massa omogenea di un fiammeggiante color albicocca, reso ancor più luminoso da un volto truccato mortalmente di bianco».
Durante il brano venne proiettata sullo sfondo una gigantografia del volto di Marc Bolan mentre i ballerini accennavano passi di valzer indossando maschere con le fattezze di Bowie. Lindsay Kemp intervenne durante l'esecuzione di Starman penzolando dal soffitto con ali e parrucca, fumando una sigaretta e sbirciando il pubblico. In The Width of a Circle il cantante si lanciò in una elaborata sequenza di mimo creata da Kemp, che rimase nello spettacolo per tutto il tour. Tra le altre novità ci furono Life on Mars? e Wild Eyed Boy from Freecloud, in versione integrale anziché all'interno di un medley come in alcuni concerti successivi, mentre per l'interludio acustico Amsterdam fu sostituita da My Death, altra cover di Jacques Brel.
Tra coloro che assistettero al concerto ci furono Lou Reed, Mick Jagger, Alice Cooper, Rod Stewart, Andy Warhol e Elton John. «Penso che vedrò un show meraviglioso» dichiarò quest'ultimo, «seguo Bowie fin da quando faceva concerti al Marquee, anni fa. Me lo ricordo sino dai Lower Third e tutta quell'altra spazzatura. Penso che sia grande. Penso che Hunky Dory e Ziggy Stardust siano capolavori». In realtà a quanto pare Elton John se ne andò prima della fine abbastanza deluso, così come Bryan Ferry, ma la stampa riportò ottime recensioni e il successo del concerto fu tale che un secondo show venne organizzato in tutta fretta per la sera seguente, anche questo sold-out.
Per la fine dell'estate furono fissate altre dieci date, annunciate come "riscaldamento" per il successivo tour negli Stati Uniti, e dopo il concerto all'Hardrock Concert Theatre di Stretford del 3 settembre Tony Defries annunciò ufficialmente che la RCA aveva acconsentito a finanziare il tour americano.

#### Date
| Data     | Paese       | Città                         | Luogo                         |
| -------- | ----------- | ----------------------------- | ----------------------------- |
| 10/02/72 | Inghilterra | Tolworth                      | Toby Jug                      |
| 11/02/72 | Inghilterra | High Wycombe                  | Town Hall                     |
| 12/02/72 | Inghilterra | Londra                        | Imperial College              |
| 14/02/72 | Inghilterra | Brighton                      | The Dome                      |
| 18/02/72 | Inghilterra | Sheffield                     | University                    |
| 23/02/72 | Inghilterra | Chichester                    | Chichester College            |
| 24/02/72 | Inghilterra | Londra                        | Wallington Public Hall        |
| 25/02/72 | Inghilterra | Eltham                        | Avery Hill College            |
| 26/02/72 | Inghilterra | Sutton Coldfield (Birmingham) | Belfry Hotel                  |
| 28/02/72 | Scozia      | Glasgow                       | City Hall                     |
| 29/02/72 | Inghilterra | Sunderland                    | Locarno Ballroom              |
| 01/03/72 | Inghilterra | Bristol                       | Bristol University            |
| 04/03/72 | Inghilterra | Portsmouth                    | Southsea Pier Pavilion        |
| 07/03/72 | Inghilterra | Yeovil                        | Yeovil College                |
| 11/03/72 | Inghilterra | Southampton                   | Guildhall                     |
| 14/03/72 | Inghilterra | Bournemouth                   | Chelsea Village               |
| 17/03/72 | Inghilterra | Birmingham                    | Town Hall                     |
| 24/03/72 | Inghilterra | Newcastle upon Tyne           | Mayfair Ballroom              |
| 17/04/72 | Inghilterra | Birmingham                    | Town Hall                     |
| 20/04/72 | Inghilterra | Harlow                        | The Playhouse                 |
| 21/04/72 | Inghilterra | Manchester                    | Free Trade Hall               |
| 29/04/72 | Inghilterra | High Wycombe                  | Town Hall                     |
| 30/04/72 | Inghilterra | Plymouth                      | Guildhall                     |
| 03/05/72 | Galles      | Aberystwyth                   | Aberystwyth University        |
| 06/05/72 | Inghilterra | Londra                        | Kingston Polytechnic          |
| 07/05/72 | Inghilterra | Hemel Hempstead               | Pavilion                      |
| 11/05/72 | Inghilterra | Worthing                      | Assembly Hall                 |
| 12/05/72 | Inghilterra | Londra                        | Polytechnic Of Central London |
| 13/05/72 | Inghilterra | Slough                        | Technical College             |
| 19/05/72 | Inghilterra | Oxford                        | Polytechnic                   |
| 20/05/72 | Inghilterra | Oxford                        | Polytechnic                   |
| 25/05/72 | Inghilterra | Oxford                        | Bournemouth                   |
| 27/05/72 | Inghilterra | Epsom                         | Ebbisham                      |
| 02/06/72 | Inghilterra | Newcastle upon Tyne           | City Hall                     |
| 03/06/72 | Inghilterra | Liverpool                     | Liverpool Stadium             |
| 04/06/72 | Inghilterra | Preston                       | Public Hall                   |
| 06/06/72 | Inghilterra | Bradford                      | St. George's Hall             |
| 07/06/72 | Inghilterra | Sheffield                     | City Hall                     |
| 08/06/72 | Inghilterra | Middlesbrough                 | Town Hall                     |
| 10/06/72 | Inghilterra | Leicester                     | Polytechnic                   |
| 13/06/72 | Inghilterra | Bristol                       | Colston Hall                  |
| 16/06/72 | Inghilterra | Torquay                       | Town Hall                     |
| 17/06/72 | Inghilterra | Oxford                        | Town Hall                     |
| 19/06/72 | Inghilterra | Southampton                   | Civic Centre                  |
| 21/06/72 | Inghilterra | Dunstable                     | Civic Hall                    |
| 24/06/72 | Inghilterra | Guildford                     | Civic Hall                    |
| 25/06/72 | Inghilterra | Croydon                       | Greyhound                     |
| 01/07/72 | Inghilterra | Weston-super-Mare             | Winter Gardens Pavilion       |
| 02/07/72 | Inghilterra | Torquay                       | Rainbow Pavilion              |
| 08/07/72 | Inghilterra | Londra                        | Royal Festival Hall           |
| 14/07/72 | Inghilterra | Londra                        | King's Cross Cinema           |
| 15/07/72 | Inghilterra | Aylesbury                     | Friars Borough Hall           |
| 18/07/72 | Inghilterra | Aylesbury                     | Friars Borough Hall           |
| 19/08/72 | Inghilterra | Londra                        | Rainbow Theatre               |
| 20/08/72 | Inghilterra | Londra                        | Rainbow Theatre               |
| 27/08/72 | Inghilterra | Bristol                       | Locarno Electric Village      |
| 30/08/72 | Inghilterra | Londra                        | Rainbow Theatre               |
| 31/08/72 | Inghilterra | Boscombe                      | Royal Ballroom                |
| 01/09/72 | Inghilterra | Doncaster                     | Top Rank Suite                |
| 02/09/72 | Inghilterra | Stretford                     | The Hardrock Concert Theatre  |
| 03/09/72 | Inghilterra | Stretford                     | The Hardrock Concert Theatre  |
| 04/09/72 | Inghilterra | Liverpool                     | Top Rank Suite                |
| 05/09/72 | Inghilterra | Sunderland                    | Top Rank Suite                |
| 06/09/72 | Inghilterra | Sheffield                     | Top Rank Suite                |
| 07/09/72 | Inghilterra | Hanley                        | Top Rank Suite                |

#### Repertorio
Testi e musiche di David Bowie, tranne dove diversamente indicato.
Da Space Oddity
- Space Oddity
- Wild Eyed Boy from Freecloud

Da The Man Who Sold the World
- The Width of a Circle
- The Supermen

Da Hunky Dory
- Changes
- Life on Mars?
- Andy Warhol
- Song for Bob Dylan
- Queen Bitch

Da The Rise and Fall of Ziggy Stardust and the Spiders from Mars
- Five Years
- Moonage Daydream
- Starman
- Lady Stardust - solo il 19 e 20 agosto
- Hang On to Yourself
- Ziggy Stardust
- Suffragette City
- Rock 'n' Roll Suicide

Da Pin Ups
- I Can't Explain (Pete Townshend)

Altre canzoni
- Amsterdam (J. Brel, M. Shuman)
- I Feel Free (J. Bruce, P. Brown)
- John, I'm Only Dancing
- My Death (E. Blau, J. Brel, M. Shuman)
- Round and Round (Chuck Berry)
- Sweet Jane (Lou Reed) - solo l'8 luglio
- This Boy (Lennon/McCartney) - solo il 18 luglio
- I'm Waiting for the Man (Lou Reed)
- White Light/White Heat (singolo) (Lou Reed)

### Stati Uniti (settembre-dicembre 1972)
(Robert Hilburn, Los Angeles Times, recensione del concerto di Santa Monica del 20 ottobre 1972)
Il 10 settembre 1972 David e la moglie Angela si imbarcarono sulla Queen Elizabeth II (a causa della documentata paura di volare del cantante) per giungere a New York 7 giorni dopo, quando anche gli Spiders from Mars e il resto dell'entourage arrivarono all'aeroporto Kennedy. L'intenzione era quella di portare in giro l'intera produzione teatrale usata al Rainbow Theatre ma l'idea fu scartata per problemi di costi e il tour americano fu una considerevole scommessa finanziaria dal momento che Bowie non era ancora entrato in classifica negli Stati Uniti.
Tony Defries aveva accettato di iniziare da Cleveland, dove la radio locale aveva programmato intensamente gli ultimi due album e un giovane ammiratore di nome Brian Kinchy aveva creato il primo fan club americano di Bowie, contribuendo a distribuire promo e comunicati stampa in tutto il Paese. Cinque giorni prima del debutto entrò a far parte del gruppo Mike Garson, pianista jazz di Brooklyn che Bowie e Ronson avevano sentito suonare in un album di Annette Peacock. Negli studi newyorchesi della RCA Ronson mostrò a Garson gli accordi di Changes: «Devo aver suonato per sette o otto secondi», raccontò in seguito quest'ultimo, «ma Mick dichiarò: "Sei assunto"». Quando Defries gli chiese quanto volesse Garson suggerì quella che per lui era una cifra realistica: «Immaginavo che quelli prendessero almeno 2000 sterline la settimana, quindi ne chiesi solo 800. Fece una faccia un po' stupita e non riuscii a capire cosa pensava, ma poi mi rispose: "Va bene" e io pensai "che idiota, avrei dovuto chiederne 1500"».
Supportato da una massiccia campagna pubblicitaria e da una programmazione a tappeto dell'album Ziggy Stardust alla radio locale WMMS, il 22 settembre ci fu il primo concerto alla Cleveland Music Hall, con i Lindisfarne e i Fumble come gruppi spalla. La settimana seguente la WMMS mandò in onda una registrazione del concerto e Jane Scott scrisse sul Cleveland Plain Dealer: "Tutti noi giornalisti abbiamo intuito che quella notte era nata una stella". La risposta della stampa al concerto di due giorni dopo a Memphis non fu altrettanto positiva. Il Memphis Commercial Appeal riferì che Bowie aveva «sostituito il rumore alla musica, bizzarri espedienti teatrali al talento, soffocando il tutto con il volume». Ciò nonostante, i 4335 spettatori della città natale di Elvis reagirono con entusiasmo.

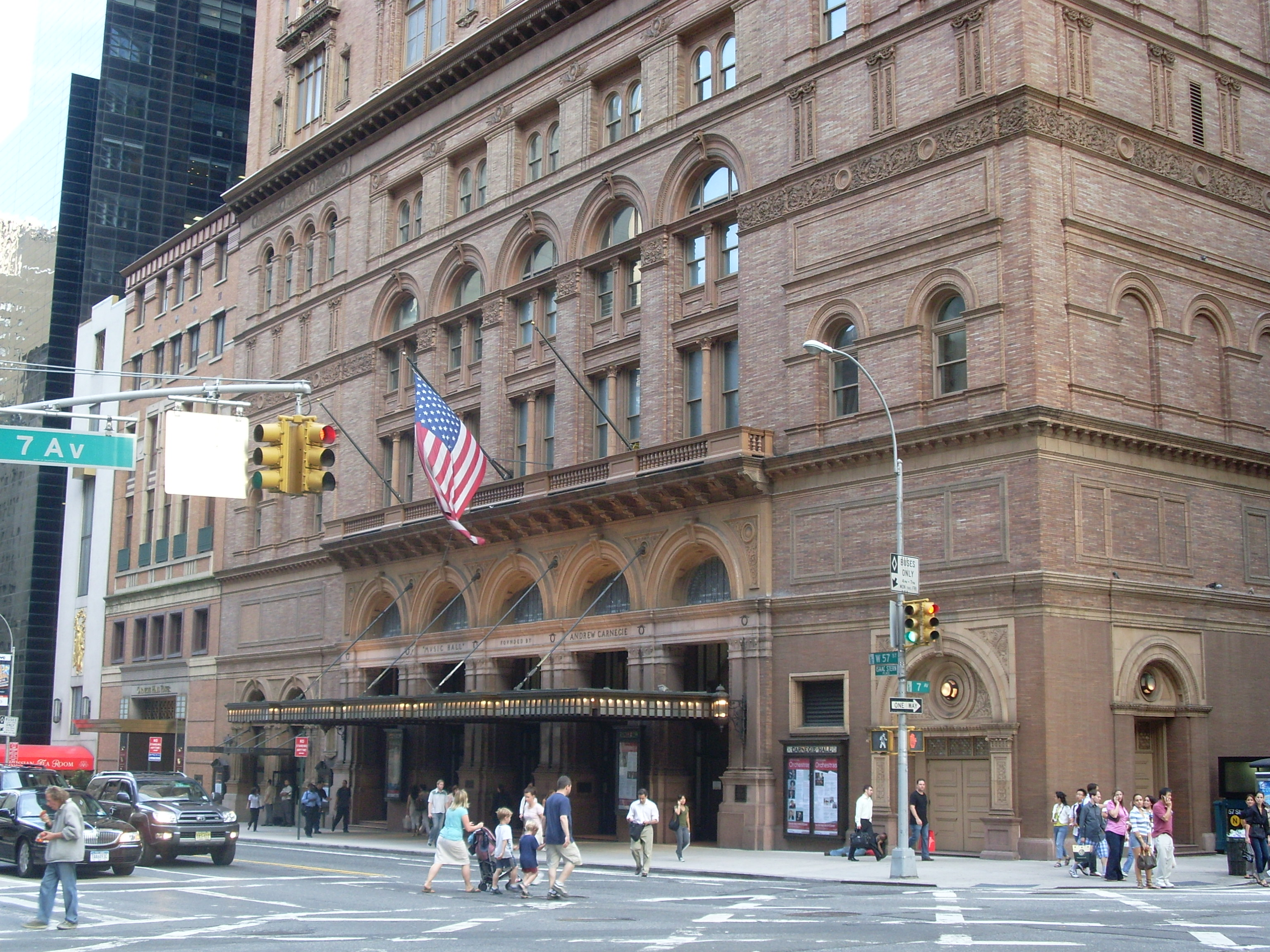
La Carnegie Hall di New York nel 2008.

Il 28 settembre Bowie e gli Spiders tornarono a New York per suonare alla Carnegie Hall. La campagna pubblicitaria fu affidata alla MainMan, la compagnia di management di Defries, che aveva cominciato a distribuire biglietti gratuiti diffondendo la notizia che era impossibile procurarseli. Mentre la montatura pubblicitaria otteneva il suo effetto il concerto divenne l'evento della stagione: oltre alla stampa tra le personalità presenti c'erano Truman Capote, Albert Grossman (ex manager di Bob Dylan), Todd Rundgren, gli attori Anthony Perkins e Alan Bates, i New York Dolls e Andy Warhol. Quest'ultimo disse ad un intervistatore che gli chiedeva se sarebbe andato alla Carnegie Hall per il concerto: «Penso che potrei... ho sentito dire che ha i capelli rossi ora. Li aveva anche prima di vedere il mio spettacolo?». Nonostante uno stato influenzale Bowie si esibì in una delle sue migliori performance e parte della stampa specializzata sembrò confermarlo, anche se il giornalista Timothy Ferris descrisse la performance su Rolling Stone come una "pallida imitazione" rispetto a quelle a cui aveva assistito a Cleveland e Memphis e Albert Goldman di Life definì il concerto «una delle frenetiche montature pubblicitarie smosse dalla RCA», mentre Robert Christgau di Newsday mise in dubbio il fatto che «canzoni su Andy Warhol scritte da un inglese effeminato siano sufficienti per un pubblico americano».
- Roy Hollingworth, Melody Maker: «Hanno acceso una luce stroboscopica, nell'aria si è diffuso il notissimo tema di Arancia meccanica a volume altissimo, e a un tratto David Bowie è apparso a New York... Ci ha dato dentro come un matto e si è concesso senza risparmio».[21]
- Don Heckman, New York Times: «Un artista dalla solida professionalità che compie ogni gesto con una grande competenza... Sa bene che la teatralità ha più a che fare con la presenza scenica che con i facili espedienti e che i movimenti gradevoli e ben coordinati e una musica scelta accuratamente possono toccare il pubblico più in profondità che il dimenarsi senza scopo e l'elettronica ad alti livelli di decibel».[22]
- Ellen Willis, New Yorker: «I paragoni con Alice Cooper sono fraintendimenti voluti. Non c'è niente di provocatorio, perverso o rivoltante in Bowie. In lui tutto è lustrini, non c'è grossolanità e il suo spettacolo non è né implicitamente né esplicitamente aggressivo».[23]

Il concerto alla Carnegie Hall fu registrato dalla RCA che pensava a un album dal vivo, ma l'unica canzone a vedere la luce su un disco ufficiale fu My Death, rintracciabile in RarestOneBowie. In ogni caso il successo del concerto fu tale che la casa discografica decise di aggiungere altre otto date.
Un episodio curioso che accadde mentre Bowie era a New York fu l'incontro con uno spacciatore di droga che aveva letto del concerto sul New York Times e aveva deciso di prendere il primo aereo disponibile dal Sud America. Il cantante dichiarò in seguito che si trattava di un suo ex compagno di classe alla Bromley Technical High School e ammise di essersi ispirato a lui per l'uomo che «assomigliava molto a Che Guevara» descritto in Panic in Detroit.
Il tour proseguì con i concerti al Kennedy Center di Washington e alla Music Hall di Boston, dove lo show venne ancora una volta registrato (John, I'm Only Dancing, Changes e The Supermen comparvero in seguito nel box set Sound + Vision Plus). Il gruppo tornò quindi a New York per completare la registrazione di The Jean Genie, che venne eseguita per la prima volta il 7 ottobre all'Auditorium Theater di Chicago. A queste date seguirono quelle di Detroit, St. Louis e Kansas City, ma l'accoglienza ottenuta al nord non si ripeté al sud dove molti locali non accettarono di buon grado quel personaggio scandaloso d'importazione. A Kansas City si presentarono solo 250 persone: David le fece avvicinare al palco, si sedette sull'orlo del palcoscenico e si produsse in un concerto più intimo, in stile cabaret.

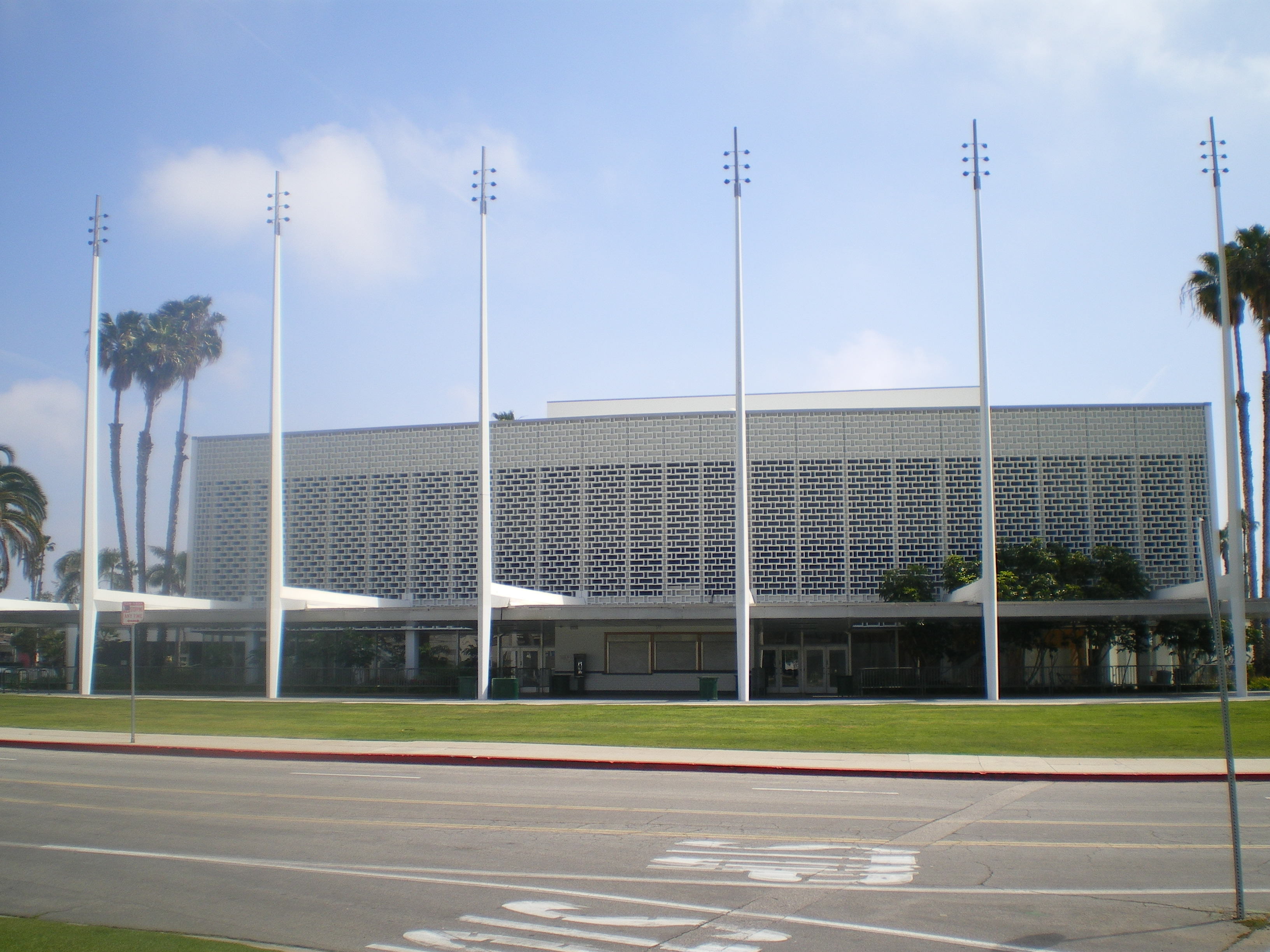
Il Civic Auditorium di Santa Monica nel 2008.

Mentre la band passava di città in città cominciò a tirarsi dietro l'inevitabile seguito di groupies e di fans, tanto che per il concerto di Santa Monica del 20 ottobre l'entourage che scese al Beverly Hills Hotel (a spese della RCA) contava ben 46 persone. La performance al Civic Auditorium fu trasmessa da alcune radio locali e venne registrata dalla RCA per un album live da pubblicare a Natale. L'album non venne mai prodotto ma il bootleg ricavato dal concerto divenne per anni uno dei più apprezzati tra i fan di Bowie e nel 2008 è stato pubblicato ufficialmente con il titolo Live Santa Monica '72.
Dopo il fiasco delle date precedenti Bowie e gli Spiders tornarono ad entusiasmare il pubblico e la stampa: «È stato come camminare nel futuro» ricordò anni dopo il dj Rodney Bingenheimer dell'emittente KROQ. Robert Hilburn del Los Angeles Times non sembrò meno eccitato, acclamando Bowie come «una star prestigiosa certificata, genuina, garantita» e aggiungendo: «Due cose sono state subito evidenti. In primo luogo Bowie, con un background di mimo ha un immenso controllo del palco ed è in grado di fare di più con il semplice movimento degli occhi di quanto la maggior parte degli artisti rock possa fare con tutta una serie di movimenti esagerati. Secondo, la band è un gruppo compatto e controllato, in grado di lavorare come un insieme piuttosto che, come con tanti gruppi, una collezione di singoli individui».
Originariamente il tour americano era stato progettato per terminare in California con questo show ma Defries, a causa delle richieste, cominciò ad aggiungere altri concerti a partire dal bis a Santa Monica, fino a prolungare la tournée di altre sei settimane.
Dopo i concerti di San Francisco del 27 e 28 ottobre, giorno in cui Mick Rock girò il video di The Jean Genie, le cose tornarono ad andare male: al Paramount Theatre di Seattle Bowie fu accolto da 400 persone e a Phoenix il 4 novembre andò ancora peggio con appena 200 spettatori. Le date di Dallas e Houston furono addirittura cancellate a causa delle scarse prenotazioni.

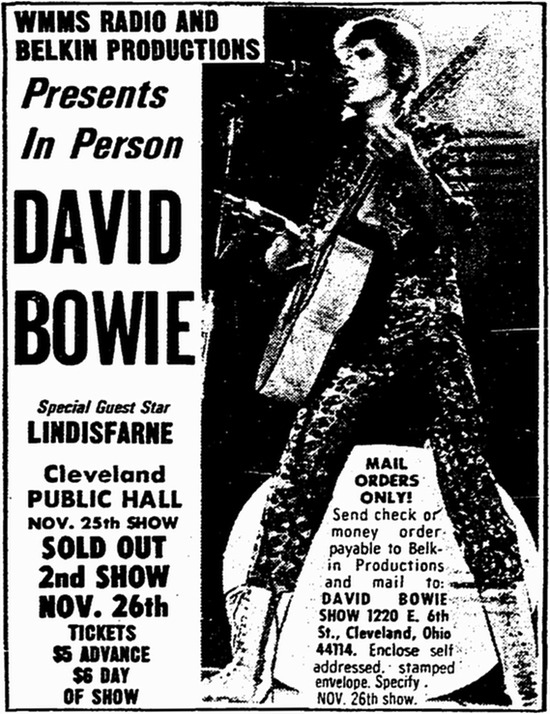
Manifesto pubblicitario dei concerti alla Public Hall di Cleveland del 25 e 26 novembre 1972.

La stampa continuava comunque a riportare recensioni positive. Il 9 novembre uscì un articolo su Rolling Stone firmato da Timothy Ferris, in cui Bowie venne definito «il personaggio più considerevole comparso nel mondo del rock negli ultimi anni. Nella sua teatralità controllata, nella sua capacità di comunicare con testi altamente condensati e nell'impazienza che suscita nel pubblico ricorda Bob Dylan. Ha preso in prestito da Dylan come dai Beatles, Elvis e da una mezza dozzina di altri, ma ciò che emerge è sostanzialmente suo».
In questo periodo Bowie aggiunse un altro particolare al volto sempre più alieno di Ziggy: una notte in Florida si rasò le sopracciglia dopo aver convinto la moglie Angela a fare altrettanto. In seguito sostenne che si era trattato di un gesto di stizza compiuto sotto l'effetto dell'alcool, dovuto alla decisione dei Mott the Hoople di rifiutare Drive-In Saturday come loro nuovo 45 giri.
Il giorno dopo James Roos recensì il concerto al Pirate's World Amusement Park di Dania sul Miami Herald: «Nonostante i suoi tentativi di teatralità, la musica di David Bowie è migliore del suo show. Tutti i gesti e gli ancheggiamenti effeminati sono solo affettazioni aggiunte ad un talento musicale fondamentalmente buono. Una voce difficile da definire a parole, talmente determinante è la sua qualità».
La fredda accoglienza del Sud si ripeté anche il 20 novembre a Nashville, dove le notizie scandalistiche diffuse da Cherry Vanilla (responsabile della pubblicità di MainMan) riguardo alla omosessualità di Bowie e alle sue simpatie comuniste provocarono una manifestazione di militanti di destra fuori dal locale. Un giornalista del Nashville Banner sottolineò la sua avversione verso le "checche", definì le 1400 persone del pubblico "sottomesse" e sostenne che i paragoni tra Bowie e Presley erano pretestuosi: «Tra loro non esiste alcuna somiglianza, se non altro per quanto riguarda il talento».
Gli ultimi concerti negli stati del nord andarono decisamente meglio. A Cleveland, da cui il tour americano era iniziato, la popolarità di Bowie era ormai tale che invece della piccola Music Hall venne allestita la più capiente Public Hall e furono organizzate a grande richiesta due date che fecero il tutto esaurito. Il 30 novembre ci fu la prima delle tre date al Tower Theater di Filadelfia che conclusero la tournée negli Stati Uniti, oltre alla partecipazione di David come ospite nel concerto dei Mott the Hoople del giorno prima. Filadelfia sarebbe diventata una delle roccaforti più salde di Bowie negli USA tanto che vi avrebbe poi registrato tre album: David Live (1974), Young Americans (1975) e Stage (1978).
Su Rolling Stone il tour americano di Bowie venne recensito positivamente: «David Bowie ha spinto il rock show nel ventunesimo secolo con il suo ritratto della rockstar paranoica e megalomane Ziggy Stardust. Con drammatica precisione e un carisma erotico e violento, Bowie ha trasformato Ziggy in un Elvis Presley da sci-fi. Il suo show è un Living Theatre pop che incarna tutti gli impulsi sessuali della musica e le contraddizioni spirituali».
Se alla fine del 1972 Bowie non poteva certo dire di aver sfondato negli Stati Uniti (il suo risultato migliore nelle classifiche americane rimaneva il sessantacinquesimo posto di Starman), questo tour fu un primo passo significativo in un processo che si sarebbe completato soltanto nel giro di tre anni.
Il 10 dicembre, di ritorno a Londra a bordo del Transatlantico RMHS Ellinis, David ebbe modo di leggere il romanzo futuristico Vile Bodies di Evelyn Waugh che lo ispirò nella genesi della canzone che avrebbe dato nome al suo nuovo album, Aladdin Sane. «Il libro parla di Londra nel periodo appena prima di una imponente guerra immaginaria... Le persone erano frivole, decadenti e sciocche. Ed improvvisamente si ritrovano immerse in questo orrendo olocausto. Erano del tutto fuori luogo, pensavano ancora a champagne, feste e vestiti. In qualche modo mi sembrava che fossero come le persone di oggi».
Alcuni giorni dopo Bowie si rese conto di ciò di cui parlava la canzone, così come l'intero album che stava prendendo vita : «È la mia interpretazione di ciò che l'America significa per me. È come un riassunto del mio primo tour americano». Come avrebbe scritto Howard Bloom sulla rivista Circus nel luglio 1973, il viaggio attraverso gli States aveva consentito a Bowie l'ingresso «in un'America che pochi americani hanno visto, il crepuscolare mondo interiore dei superfreaks bisessuali a stelle e strisce».

#### Date
| Data     | Paese                 | Città               | Luogo                              |
| -------- | --------------------- | ------------------- | ---------------------------------- |
| 22/09/72 | Stati Uniti d'America | Cleveland (OH)      | Music Hall                         |
| 24/09/72 | Stati Uniti d'America | Memphis (TN)        | Ellis Auditorium                   |
| 28/09/72 | Stati Uniti d'America | New York (NY)       | Carnegie Hall                      |
| 29/09/72 | Stati Uniti d'America | Washington (WA)     | Kennedy Center                     |
| 01/10/72 | Stati Uniti d'America | Boston (MA)         | Music Hall                         |
| 07/10/72 | Stati Uniti d'America | Chicago (IL)        | Auditorium Theatre                 |
| 08/10/72 | Stati Uniti d'America | Detroit (MI)        | Fisher Theatre                     |
| 09/10/72 | Stati Uniti d'America | Indianapolis (IN)   | -                                  |
| 10/10/72 | Stati Uniti d'America | Saint Louis (MO)    | Kiel Auditorium                    |
| 11/10/72 | Stati Uniti d'America | Kansas City (MO)    | -                                  |
| 15/10/72 | Stati Uniti d'America | Salt Lake City (UT) | Soldiers and Sailors Memorial Hall |
| 20/10/72 | Stati Uniti d'America | Santa Monica (CA)   | Civic Auditorium                   |
| 21/10/72 | Stati Uniti d'America | Santa Monica (CA)   | Civic Auditorium                   |
| 27/10/72 | Stati Uniti d'America | San Francisco (CA)  | Winterland Auditorium              |
| 28/10/72 | Stati Uniti d'America | San Francisco (CA)  | Winterland Auditorium              |
| 31/10/72 | Stati Uniti d'America | Seattle (WA)        | Paramount Theatre                  |
| 04/11/72 | Stati Uniti d'America | Phoenix (AZ)        | Celebrity Theatre                  |
| 14/11/72 | Stati Uniti d'America | New Orleans (LA)    | Layola University                  |
| 17/11/72 | Stati Uniti d'America | Dania (FL)          | Pirate's World Amusement Park      |
| 18/11/72 | Stati Uniti d'America | Atlanta (GA)        | -                                  |
| 20/11/72 | Stati Uniti d'America | Nashville (TN)      | The Municipal Auditorium           |
| 22/11/72 | Stati Uniti d'America | New Orleans (LA)    | The Warehouse                      |
| 23/11/72 | Stati Uniti d'America | Louisville (KY)     | -                                  |
| 24/11/72 | Stati Uniti d'America | Cincinnati (OH)     | -                                  |
| 25/11/72 | Stati Uniti d'America | Cleveland (OH)      | Public Hall                        |
| 26/11/72 | Stati Uniti d'America | Cleveland (OH)      | Public Hall                        |
| 28/11/72 | Stati Uniti d'America | Pittsburgh (PA)     | Stanley Theatre                    |
| 30/11/72 | Stati Uniti d'America | Filadelfia (PA)     | Tower Theater                      |
| 01/12/72 | Stati Uniti d'America | Filadelfia (PA)     | Tower Theater                      |
| 02/12/72 | Stati Uniti d'America | Filadelfia (PA)     | Tower Theater                      |

#### Repertorio
Testi e musiche di David Bowie, tranne dove diversamente indicato.
Da Space Oddity
- Space Oddity

Da The Man Who Sold the World
- The Width of a Circle
- The Supermen

Da Hunky Dory
- Changes
- Life on Mars?
- Andy Warhol
- Queen Bitch

Da The Rise and Fall of Ziggy Stardust and the Spiders from Mars
- Five Years
- Moonage Daydream
- Starman
- Hang On to Yourself
- Ziggy Stardust
- Suffragette City
- Rock 'n' Roll Suicide

Da Aladdin Sane
- Drive-In Saturday
- The Jean Genie

Altre canzoni
- John, I'm Only Dancing
- My Death (E. Blau, J. Brel, M. Shuman)
- I'm Waiting for the Man (Lou Reed)
- White Light/White Heat (Lou Reed)

### Regno Unito, seconda parte (dicembre 1972-gennaio 1973)
Rientrato in patria, per il periodo natalizio Bowie tenne una serie di concerti durante i quali aumentò l'energia della scaletta eliminando il set acustico. Il 5 gennaio 1973, al Green's Playhouse di Glasgow il gruppo di supporto furono i Quiver in cui militavano il chitarrista Tim Renwick e il bassista John "Honk" Lodge, che nel 1969 avevano partecipato alla registrazione di Space Oddity. Per la prima volta il concerto cominciò con Let's Spend the Night Together, cover dei Rolling Stones che sarebbe stata presto inserita in Aladdin Sane.

#### Date
| Data     | Paese       | Città               | Luogo                    |
| -------- | ----------- | ------------------- | ------------------------ |
| 23/12/72 | Inghilterra | Londra              | Rainbow Theatre          |
| 24/12/72 | Inghilterra | Londra              | Rainbow Theatre          |
| 28/12/72 | Inghilterra | Stretford           | Hardrock Concert Theatre |
| 29/12/72 | Inghilterra | Stretford           | Hardrock Concert Theatre |
| 05/01/73 | Scozia      | Glasgow             | Green's Playhouse        |
| 06/01/73 | Scozia      | Edimburgo           | Empire Theatre           |
| 07/01/73 | Inghilterra | Newcastle upon Tyne | City Hall                |
| 09/01/73 | Inghilterra | Preston             | Guildhall                |

#### Repertorio
Testi e musiche di David Bowie, tranne dove diversamente indicato.
Da The Man Who Sold the World
- The Width of a Circle
- The Supermen

Da Hunky Dory
- Changes
- Life on Mars?

Da The Rise and Fall of Ziggy Stardust and the Spiders from Mars
- Five Years
- Moonage Daydream
- Starman
- Hang On to Yourself
- Ziggy Stardust
- Suffragette City
- Rock 'n' Roll Suicide

Da Aladdin Sane
- Let's Spend the Night Together (Jagger/Richards)
- The Jean Genie

Altre canzoni
- John, I'm Only Dancing
- I'm Waiting for the Man (Lou Reed)

## Discografia
Il concerto a Santa Monica del 20 ottobre 1972 è forse quello che ha dato origine al maggior numero di incisioni non ufficiali, uscite nel corso degli anni con titoli diversi tra cui Moonage Daydream, Rock 'n' Roll Suicide e Make Up 'n' Rock n Roll. Nel 1994 la registrazione è stata distribuita in versione semi-ufficiale col titolo Santa Monica '72 e nel 2008 è uscito l'album ufficiale Live Santa Monica '72, con allegato un poster e quattro cartoline promozionali.
Tra i numerosi bootleg da ricordare Slow Voice On a Wave of Phase (Preston, 4/6/72, uno dei primi bootleg di David Bowie), Save the Whale (Londra, 8/7/72, prima apparizione di Lou Reed nel Regno Unito) e Waiting In the Sky (Preston, 9/1/73, ultimo concerto del tour).

## Videografia
Il 19 agosto 1972, giorno del concerto al Rainbow Theatre di Londra, vennero girati tre video ad oggi rimasti inediti. Il primo è un breve super 8 dal titolo The Ziggy Stardust Show, con scene girate prima, durante e dopo il concerto in cui compaiono anche Lindsay Kemp e le quattro Astronettes e l'audio originale di Starman. Il secondo è un filmato in bianco e nero di 25 minuti girato dal fotografo Mick Rock chiamato Rainbow Interviews, con interviste al pubblico dentro e fuori dal teatro. Il terzo è un film dell'intero concerto girato dal fotografo e designer Masayoshi Sukita per la tv giapponese.
Il 16 aprile 1994 il network ITV ha trasmesso un video dedicato alla memoria di Mick Ronson, deceduto l'anno precedente, con sequenze filmate durante il concerto del 21 giugno 1972 alla Civic Hall di Dunstable e l'audio del brano Ziggy Stardust nella performance del 20 ottobre a Santa Monica. L'anno successivo il video è stato incluso nell'edizione limitata Live Santa Monica '72 Concert Box, distribuita in sole 1000 copie.